# Echoes: The best of Pink Floyd
Echoes: The best of Pink Floyd is een compilatiealbum van Pink Floyd, uitgegeven op 5 november 2001. Het album bevat vele hits van Pink Floyd uit de periode 1967-1994.
In de Album Top 100 behaalde het album een derde plaats en stond het 17 weken in de lijst.

## Tracklist
Disk 1
1. "Astronomy Domine" – 4:10
2. "See Emily Play" – 2:47
3. "The Happiest Days of Our Lives" – 1:38
4. "Another Brick in the Wall" – 4:01
5. "Echoes" – 16:30
6. "Hey You" – 4:39
7. "Marooned" – 2:02
8. "The Great Gig in the Sky" – 4:40
9. "Set the Controls for the Heart of the Sun" – 5:20
10. "Money" – 6:29
11. "Keep Talking" – 5:57
12. "Sheep" – 9:46
13. "Sorrow" – 8:45

Disk 2
1. "Shine On You Crazy Diamond" – 17:32
2. "Time" (met "Breathe (Reprise)") – 6:48
3. "The Fletcher Memorial Home" – 4:07
4. "Comfortably Numb" – 6:53
5. "When the Tigers Broke Free" – 3:42
6. "One of These Days" – 5:15
7. "Us and Them" – 7:51)
8. "Learning to Fly" – 4:50
9. "Arnold Layne" – 2:52
10. "Wish You Were Here" – 5:21
11. "Jugband Blues" – 2:56
12. "High Hopes" – 6:59
13. "Bike" – 3:24

## Hitnotering
| "Echoes: The Best of Pink Floyd" in de Nederlandse Album Top 100 - binnen: 17-11-2001 | "Echoes: The Best of Pink Floyd" in de Nederlandse Album Top 100 - binnen: 17-11-2001 | "Echoes: The Best of Pink Floyd" in de Nederlandse Album Top 100 - binnen: 17-11-2001 | "Echoes: The Best of Pink Floyd" in de Nederlandse Album Top 100 - binnen: 17-11-2001 | "Echoes: The Best of Pink Floyd" in de Nederlandse Album Top 100 - binnen: 17-11-2001 | "Echoes: The Best of Pink Floyd" in de Nederlandse Album Top 100 - binnen: 17-11-2001 | "Echoes: The Best of Pink Floyd" in de Nederlandse Album Top 100 - binnen: 17-11-2001 | "Echoes: The Best of Pink Floyd" in de Nederlandse Album Top 100 - binnen: 17-11-2001 | "Echoes: The Best of Pink Floyd" in de Nederlandse Album Top 100 - binnen: 17-11-2001 | "Echoes: The Best of Pink Floyd" in de Nederlandse Album Top 100 - binnen: 17-11-2001 | "Echoes: The Best of Pink Floyd" in de Nederlandse Album Top 100 - binnen: 17-11-2001 | "Echoes: The Best of Pink Floyd" in de Nederlandse Album Top 100 - binnen: 17-11-2001 | "Echoes: The Best of Pink Floyd" in de Nederlandse Album Top 100 - binnen: 17-11-2001 | "Echoes: The Best of Pink Floyd" in de Nederlandse Album Top 100 - binnen: 17-11-2001 | "Echoes: The Best of Pink Floyd" in de Nederlandse Album Top 100 - binnen: 17-11-2001 | "Echoes: The Best of Pink Floyd" in de Nederlandse Album Top 100 - binnen: 17-11-2001 | "Echoes: The Best of Pink Floyd" in de Nederlandse Album Top 100 - binnen: 17-11-2001 | "Echoes: The Best of Pink Floyd" in de Nederlandse Album Top 100 - binnen: 17-11-2001 | "Echoes: The Best of Pink Floyd" in de Nederlandse Album Top 100 - binnen: 17-11-2001 |
| Week                                                                                  | 01                                                                                    | 02                                                                                    | 03                                                                                    | 04                                                                                    | 05                                                                                    | 06                                                                                    | 07                                                                                    | 08                                                                                    | 09                                                                                    | 10                                                                                    | 11                                                                                    | 12                                                                                    | 13                                                                                    | 14                                                                                    | 15                                                                                    | 16                                                                                    | 17                                                                                    |                                                                                       |
| ------------------------------------------------------------------------------------- | ------------------------------------------------------------------------------------- | ------------------------------------------------------------------------------------- | ------------------------------------------------------------------------------------- | ------------------------------------------------------------------------------------- | ------------------------------------------------------------------------------------- | ------------------------------------------------------------------------------------- | ------------------------------------------------------------------------------------- | ------------------------------------------------------------------------------------- | ------------------------------------------------------------------------------------- | ------------------------------------------------------------------------------------- | ------------------------------------------------------------------------------------- | ------------------------------------------------------------------------------------- | ------------------------------------------------------------------------------------- | ------------------------------------------------------------------------------------- | ------------------------------------------------------------------------------------- | ------------------------------------------------------------------------------------- | ------------------------------------------------------------------------------------- | ------------------------------------------------------------------------------------- |
| Nummer                                                                                | 22                                                                                    | 6                                                                                     | 3                                                                                     | 5                                                                                     | 8                                                                                     | 11                                                                                    | 10                                                                                    | 10                                                                                    | 16                                                                                    | 23                                                                                    | 25                                                                                    | 49                                                                                    | 59                                                                                    | 69                                                                                    | 85                                                                                    | 98                                                                                    | 100                                                                                   | uit                                                                                   |

| "Echoes: The Best of Pink Floyd" in de Vlaamse Ultratop 50 Albums - binnen: 17-11-2001 | "Echoes: The Best of Pink Floyd" in de Vlaamse Ultratop 50 Albums - binnen: 17-11-2001 | "Echoes: The Best of Pink Floyd" in de Vlaamse Ultratop 50 Albums - binnen: 17-11-2001 | "Echoes: The Best of Pink Floyd" in de Vlaamse Ultratop 50 Albums - binnen: 17-11-2001 | "Echoes: The Best of Pink Floyd" in de Vlaamse Ultratop 50 Albums - binnen: 17-11-2001 | "Echoes: The Best of Pink Floyd" in de Vlaamse Ultratop 50 Albums - binnen: 17-11-2001 | "Echoes: The Best of Pink Floyd" in de Vlaamse Ultratop 50 Albums - binnen: 17-11-2001 | "Echoes: The Best of Pink Floyd" in de Vlaamse Ultratop 50 Albums - binnen: 17-11-2001 | "Echoes: The Best of Pink Floyd" in de Vlaamse Ultratop 50 Albums - binnen: 17-11-2001 | "Echoes: The Best of Pink Floyd" in de Vlaamse Ultratop 50 Albums - binnen: 17-11-2001 | "Echoes: The Best of Pink Floyd" in de Vlaamse Ultratop 50 Albums - binnen: 17-11-2001 | "Echoes: The Best of Pink Floyd" in de Vlaamse Ultratop 50 Albums - binnen: 17-11-2001 | "Echoes: The Best of Pink Floyd" in de Vlaamse Ultratop 50 Albums - binnen: 17-11-2001 | "Echoes: The Best of Pink Floyd" in de Vlaamse Ultratop 50 Albums - binnen: 17-11-2001 | "Echoes: The Best of Pink Floyd" in de Vlaamse Ultratop 50 Albums - binnen: 17-11-2001 | "Echoes: The Best of Pink Floyd" in de Vlaamse Ultratop 50 Albums - binnen: 17-11-2001 | "Echoes: The Best of Pink Floyd" in de Vlaamse Ultratop 50 Albums - binnen: 17-11-2001 | "Echoes: The Best of Pink Floyd" in de Vlaamse Ultratop 50 Albums - binnen: 17-11-2001 | "Echoes: The Best of Pink Floyd" in de Vlaamse Ultratop 50 Albums - binnen: 17-11-2001 |
| Week                                                                                   | 01                                                                                     | 02                                                                                     | 03                                                                                     | 04                                                                                     | 05                                                                                     | 06                                                                                     | 07                                                                                     | 08                                                                                     | 09                                                                                     | 10                                                                                     | 11                                                                                     | 12                                                                                     | 13                                                                                     | 14                                                                                     | 15                                                                                     | 16                                                                                     | 17                                                                                     |                                                                                        |
| -------------------------------------------------------------------------------------- | -------------------------------------------------------------------------------------- | -------------------------------------------------------------------------------------- | -------------------------------------------------------------------------------------- | -------------------------------------------------------------------------------------- | -------------------------------------------------------------------------------------- | -------------------------------------------------------------------------------------- | -------------------------------------------------------------------------------------- | -------------------------------------------------------------------------------------- | -------------------------------------------------------------------------------------- | -------------------------------------------------------------------------------------- | -------------------------------------------------------------------------------------- | -------------------------------------------------------------------------------------- | -------------------------------------------------------------------------------------- | -------------------------------------------------------------------------------------- | -------------------------------------------------------------------------------------- | -------------------------------------------------------------------------------------- | -------------------------------------------------------------------------------------- | -------------------------------------------------------------------------------------- |
| Nummer                                                                                 | 10                                                                                     | 2                                                                                      | 2                                                                                      | 3                                                                                      | 9                                                                                      | 9                                                                                      | 8                                                                                      | 9                                                                                      | 13                                                                                     | 16                                                                                     | 19                                                                                     | 20                                                                                     | 32                                                                                     | 48                                                                                     | 69                                                                                     | 60                                                                                     | 92                                                                                     | uit                                                                                    |

## Bezetting
- Syd Barrett – zang, gitaar
- David Gilmour – zang, gitaar, keyboard
- Nick Mason – drums, percussie
- Roger Waters – zang, basgitaar, ritmische gitaar
- Richard Wright - keyboard, orgel, piano, synthesizer, clavinet, zang

Nummers van Pink Floyd